# Dasyophthalma rusina
Dasyophthalma rusina é uma borboleta neotropical da família Nymphalidae, subfamília Satyrinae e tribo Brassolini, nativa do Brasil (da Bahia a Santa Catarina; com a inclusão, após o ano 2000, para o Rio Grande do Sul) em altitudes entre 200 e 1.200 metros. Vista por cima ela é marrom, com manchas azuis metálicas características, próximas ao corpo do inseto, e uma faixa que atravessa ambas as asas, amarela na asa anterior e mais clara na asa posterior. Vista por baixo, apresenta coloração amarelada com finas pontuações em negro; além de apresentar dois ocelos de coloração laranja em cada asa posterior, o maior com uma das margens atravessada pela faixa que corta as asas. Apresentam leve dimorfismo sexual.

## Hábitos
Adultos alimentam-se de frutos caídos, em fermentação, no solo das florestas. Normalmente Brassolini são ativos ao amanhecer e entardecer, voando ocasionalmente durante o dia. No entanto as borboletas do gênero Dasyophthalma são ativas durante o dia, especialmente nas primeiras horas da tarde.

## Lagarta e Pupa
Lagarta com tórax e abdome pubescentes, de coloração geral verde com faixas e estrias longitudinais em diferentes tons de castanho, amarelo e verde escuro; passam por uma alteração drástica de coloração quando próximas de pupas. Adquirem a cor vermelho carmim, assim permanecendo por aproximadamente dois dias. Alimentam-se de folhas de Geonoma schottiana (Arecaceae), também sendo encontradas em Bactris tomentosa, Euterpe edulis e Bambusa sp. Pupa de coloração geral castanho avermelhada, com matizes claras e escuras dos mesmos tons.

## Subespécies
Dasyophthalma rusina possui três subespécies:
- Dasyophthalma rusina rusina - Nativa do Brasil, descrita por Godart em 1824.
- Dasyophthalma rusina delanira - Nativa do Brasil, descrita por Hewitson em 1862.
- Dasyophthalma rusina principesa - Nativa do Brasil (Espírito Santo), descrita por Stichel em 1904.